# Otkrytie FC Bank
Bank Otkrytie Financial Corporation, oppure Otkrytie FC Bank (in russo Банк «ФК Открытие»?, fondata nel 1992 con sede a Mosca, in precedenza Novaya Moskva (in russo Новая Москва?) e Nomos-Bank (in russo Номос-Банк?), è una delle più grandi banche commerciali a servizio completo della Russia. Ha più di 440 uffici di diversi formati in Russia. È stato co-fondato da Igor Finogenov, in seguito amministratore delegato della Eurasian Development Bank.
Otkrytie Bank si è classificata al 1º posto tra le banche private e al 4° per attività tra i gruppi bancari in Russia. Nell'agosto 2017, Otkrytie è stata salvata dalla Banca centrale russa (99,9%) a un costo per lo stato di oltre 8 miliardi di dollari. La banca centrale in seguito descrisse il capitale di Otkrytie come "in gran parte fittizio". Nel dicembre 2022 è stata acquisita da VTB Bank per 340 miliardi di rubli, corrispondenti a 4,7 miliardi di dollari.

## Storia
L'istituto di credito è stato registrato come TIPCO Venture Bank (in russo ТИПКО Венчур Банк?) nel 1992. La banca è stata ribattezzata nel 1994 come banca commerciale di investimento per azioni Novaya Moskva. ICT Group (Aleksandr Nesis è comproprietario) ha preso una partecipazione di controllo nella banca nel maggio 2006.

### Otkrytie Holding
Nel 2012 Otkrytie ha rilevato NOMOS-Bank, utilizzando un prestito di 1 miliardo di dollari da VTB Bank. Nel 2014 NOMOS-Bank è stata rinominata Otkrytie Financial Corporation Bank.
Nel 2014 la Banca centrale russa ha scelto Bank FC Otkrytie per salvare il National Bank Trust.
Otkrytie è diventata la più grande banca privata russa alla fine del 2014 acquistando 625 miliardi di rubli in obbligazioni dalla compagnia petrolifera statale Rosneft, utilizzandole come garanzia per ottenere prestiti pronti contro termine inversi dalla Banca centrale russa, quindi trasferendo i dollari ricevuti a Rosneft, a cui non è consentito l'accesso ai mercati internazionali dei capitali a causa delle sanzioni occidentali per la guerra in Ucraina.  Poiché il finanziamento pronti contro termine aveva un tasso di interesse del 2,5% e l'obbligazione aveva una cedola del 7,5%, Otkrytie ha guadagnato miliardi da questo commercio. Ad ogni modo nel 2015 le banche di Otkritie Holding hanno preteso una grossa quota di aiuti governativi tra tutte le banche private (65,2 miliardi di rubli o il 7,8% del programma governativo).

### Acquisizioni
Nel 2016, il gruppo finanziario ha completato l'acquisizione legale di Chanty-Mansijsk Otkrytie Bank da parte di Otkritie FC Bank. Come riportato dal servizio stampa del gruppo finanziario, la banca risultante dalla fusione deterrà un totale attivo di 3,1 miliardi di rubli.
Nel dicembre 2016 Otkrytie Group e Rosgosstrakh Group (la più grande compagnia di assicurazioni della Russia) hanno deciso di fondersi.

### Deflusso di liquidità
Otkrytie ha registrato un significativo deflusso di liquidità nel luglio 2017, dopo che le è stato assegnato un rating BBB- da ACRA. Secondo il Financial Times, gli alti dirigenti di Otkrytie hanno prelevato i loro fondi personali dalla banca.  Alla fine di agosto le azioni di Oktrikie erano scese al minimo da 20 mesi.
Il 29 agosto 2017 la Banca centrale russa ha annunciato che avrebbe assunto l'amministrazione di Otkrytie.
Nell'agosto 2021, la Banca centrale russa ha annunciato l'avvio dei preparativi per la vendita di Otkrytie FC Bank, nonché le date per l'accettazione delle domande dei potenziali azionisti dall'11 al 22 ottobre dello stesso anno. Sono state studiate opzioni per vendere le azioni di Otkrytie FC Bank attraverso la quotazione organizzata e modi alternativi per vendere le sue azioni a un investitore strategico.

## Collegamenti a VTB Bank
La VTB Bank, di proprietà statale, deteneva una partecipazione del 10% nella società madre di Otkrytie, successivamente cancellata dopo il salvataggio del 2017. Nel 2018, è emerso che Otkrytie aveva accumulato una partecipazione non divulgata del 20% in VTB Bank, rendendola il maggiore azionista della banca dopo il governo russo. La rapida ascesa di Otkrytie era stata aiutata da prestiti a basso costo da parte di VTB.
L'acquisto delle azioni VTB è costato a Otkrytie decine di miliardi di rubli, ma ha contribuito ad aumentare il prezzo delle azioni VTB. La partecipazione in VTB è stata suddivisa tra le varie filiali di Otkrytie, per evitare di raggiungere la soglia del 5% per la divulgazione obbligatoria delle partecipazioni.
Nel dicembre 2022, la Banca di Russia si è ritirata dal capitale di Otkrytie Bank, il 100% delle azioni è stato trasferito a VTB.
Dal 1º gennaio 2023 Michail Alekseev è presidente del consiglio di amministrazione.

## Proprietà
A dicembre 2017 Banca di Russia aveva il 99%. Prima del piano di salvataggio, i proprietari includevano il ceco PPF Group (29,9%) di Petr Kellner, l'imprenditore slovacco Roman Korbačka (20%)  e il russo ICT Group (50,1%) di cui Aleksandr Nesis è presidente. 
Dal dicembre 2022 è di proprietà di VTB Bank che l'ha acquisita dalla banca centrale per 340 miliardi di rubli, corrispondenti a 4,7 miliardi di dollari.

## Causa legale
Sebbene Boris Minc, co-fondatore della banca, avesse venduto le sue azioni della banca nel 2013, aveva ancora un rapporto con Otkrytie. In una causa presso l'Alta corte del Regno Unito, la banca centrale ha affermato che la società di Minc, O1, aveva venduto obbligazioni alle banche come "schema fraudolento" per ripagare il proprio debito pochi giorni prima del crollo, secondo un resoconto del Financial Times rapporto.  Un precedente reportage del febbraio 2019 aveva affermato che le banche avrebbero subito "perdite dall'acquisto di grandi quantità di attività di O1 e Otkrytie Holding".
Nel giugno 2018, la Russia ha presentato una petizione al tribunale del Regno Unito per congelare 470 milioni di sterline dei beni di Minc, inclusa una villa nel Perthshire, in Scozia, nota come la Torre di Lethendy. Il tribunale ha acconsentito solo a un'ingiunzione che proibiva a Minsk e ai suoi tre figli di disporre dei beni, inclusa la villa. La Torre di Lethendy è solo una delle 140 proprietà di Minc che le banche stavano tentando di confiscare. I documenti di proprietà indicano che la villa è di proprietà di MFT Braveheart Ltd,  una società registrata nelle Isole Cayman. Secondo il rapporto del FT, "il signor Minc e i suoi figli negano di aver commesso frode e stanno contestando le accuse in un procedimento arbitrale a Londra".